# Centroglossa tripollinica
Centroglossa tripollinica é uma espécie de orquídea (Orchidaceae) de Minas Gerais.